# Ameiva maynardi
Ameiva maynardi är en ödleart som beskrevs av  Garman 1888. Ameiva maynardi ingår i släktet Ameiva och familjen tejuödlor.

## Underarter
Arten delas in i följande underarter:
- A. m. maynardi
- A. m. parvinaguae
- A. m. uniformis